# ボディクライム 誘惑する女
『ボディクライム 誘惑する女』（ボディクライム ゆうわくするおんな、A Crime）は2006年のフランス・アメリカ合衆国のクライム・スリラー映画。監督はマニュエル・プラダル、出演はハーヴェイ・カイテルとエマニュエル・ベアールなど。
日本では劇場未公開だが、DVDが2011年8月11日に発売された。

## ストーリー
ヴィンセントが仕事から帰ると妻が何者かに殺されていた。
帰宅直前にすれ違ったタクシー運転手が犯人と思われるも結局犯人は捕まらないまま3年の月日が流れる。ヴィンセントに恋心を寄せる同じアパートに住むアリスは、妻の殺人事件で自分の殻に閉じ篭るヴィンセントの心を開かせ、自分に目を行かせようと、偶然出会ったタクシー運転手ロジャーをハメ、妻殺しの犯人に仕立てる。アリスの思惑通りヴィンセントは、ロジャーを犯人と確信し復讐を図る。

## キャスト
- ロジャー・カルキン: ハーヴェイ・カイテル - タクシー運転手。元アルコール依存症患者。
- アリス・パーカー: エマニュエル・ベアール - ヴィンセントのためにロジャーをハメる。
- ヴィンセント・ハリス: ノーマン・リーダス - 妻を何者かに惨殺され、心を閉ざした男。
- ビル・ウイナー刑事: ジョー・グリファシ - ヴィンセントの妻の事件を担当。
- ソフィー: リリー・レーブ - ヴィンセントに情報を提供。ダイナーのウェイトレス。
- アシュリー: キム・ディレクター（英語版） - ヴィンセントの妻。
- ジョー: ブライアン・タランティナ（英語版） - ホームレス。
- ベン: パトリック・コリンズ - アリスの社会奉仕活動を指導・管理。
- ウィル: チャック・クーパー（英語版） - ソフィーの友人。ヴィンセントを車で送る。

## 作品の評価
アロシネによれば、フランスの22のメディアによる評価の平均点は5点満点中3.3点である。